# 前360年
| 千纪： | 前1千纪 |
| 世纪： | 前5世纪 \| 前4世纪 \| 前3世纪 |
| 年代： | 前390年代 \| 前380年代 \| 前370年代 \| 前360年代 \| 前350年代 \| 前340年代 \| 前330年代                                                                                             |
| 年份： | 前365年 \| 前364年 \| 前363年 \| 前362年 \| 前361年 \| 前360年 \| 前359年 \| 前358年 \| 前357年 \| 前356年 \| 前355年                                                               |
| 纪年： | 周顯王九年 魯共公二十三年 田齊桓公十五年 晉孝公二十九年 趙成侯十五年 魏惠王十年 韓昭侯三年 秦孝公二年 楚宣王十年 宋剔成君十年 衛成侯二年 燕後文公二年 越王無顓元年 中山桓公二十一年 |

## 大事记
- 吐蕃第一位赞普（國王 བཙན་པོ་）聂赤赞普登基。
- 魏惠王开凿鸿沟。
- 商鞅攜帶李悝的《法經》投奔秦國。
- 元素一詞在為希臘哲學家柏拉圖首先使用。

## 出生
- 利西馬科斯（約前360年–前281年）

## 逝世
- 阿格西劳二世，斯巴达国王（前399年出生）。
- 公叔痤，戰國時期魏國的相國。